# Équipe de Belgique de football en 1911
Maillots
Chronologie
Saison précédente Saison suivante
L'équipe de Belgique de football commence assez mal l'année en 1911 avec trois défaites en autant de rencontres. Elle se reprend en terminant sur deux victoires consécutives à domicile, dont une sur un large score face à son voisin français.

## Résumé de la saison
Le 4 mars 1911, les Diables Rouges se rendent à Londres pour la désormais traditionnelle confrontation aux amateurs anglais. Ils ne rééditent malheureusement par leur exploit de l'année précédente et s'inclinent 4-0 sur le terrain de Crystal Palace,,. Le score final, très flatteur d'après la presse néerlandaise de l'époque, n'est toutefois pas aussi catastrophique que lors des premières rencontres. Cela traduit une certaine progression dans le jeu des belges qui auraient mérité de sauver l'honneur lors d'une seconde période où ils étaient parvenus à porter le danger plusieurs fois devant la cage anglaise.

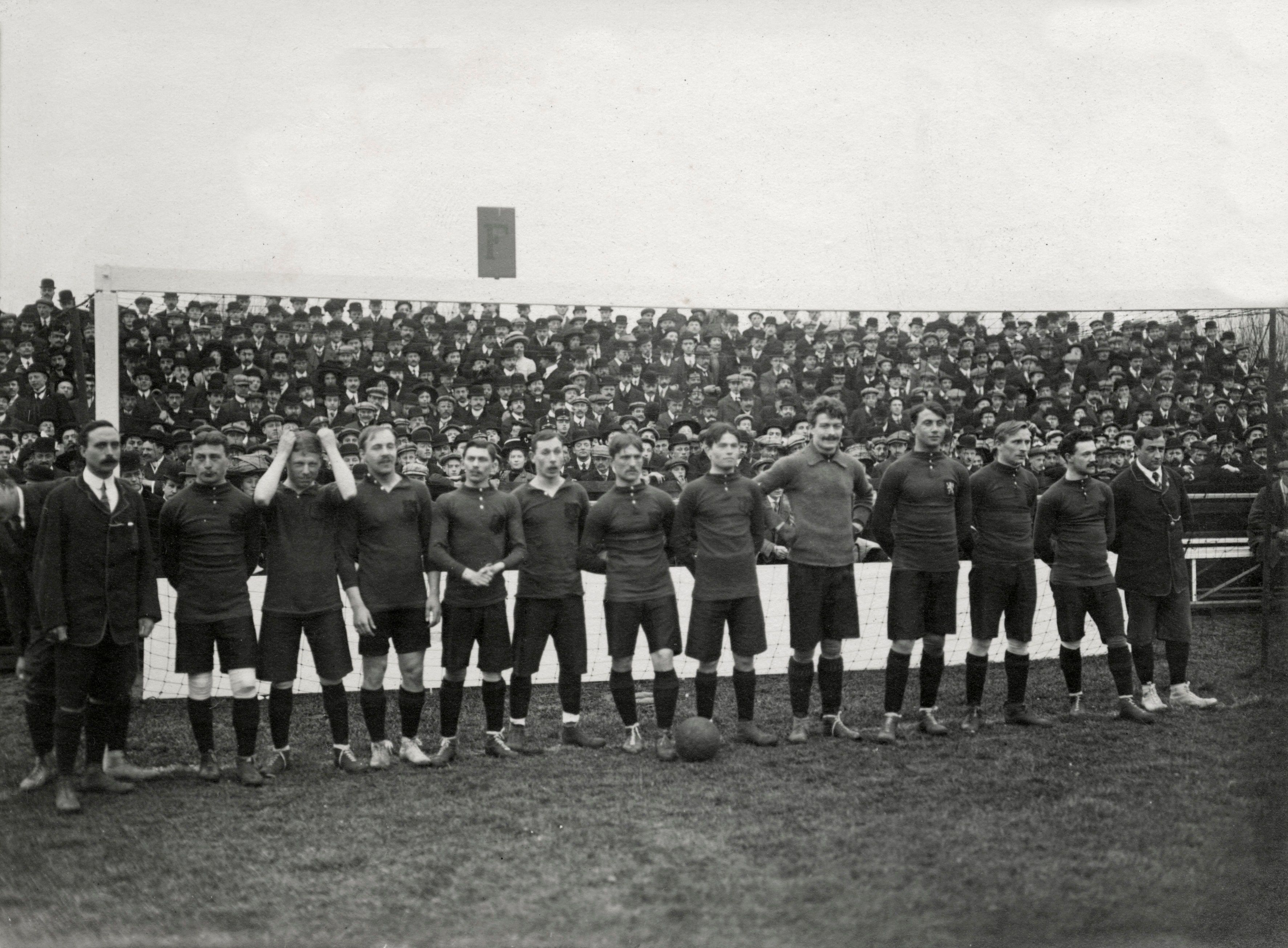
L'équipe belge à Dordrecht, le 2 avril 1911- face aux Pays-Bas.

Quinze jours plus tard, le 19 mars, quelques jours après s'être déjà inclinée face à la sélection officieuse néerlandaise des Zwaluwen (nl) (3-4), la Belgique doit s'avouer une nouvelle fois vaincue, dans le cadre de la Coupe Van den Abeele au Kiel à Anvers, devant les Pays-Bas (1-5),,, avec un nouveau triplé du batave Mannes Francken.
Le verdict sera le même à Dordrecht, le 2 avril, pour le match retour entre la Belgique et les Oranje décidant de l'attribution de la Rotterdamsch Nieuwsblad Beker, même si la défaite est cette fois moins sévère (3-1),.
Le 23 avril, les voisins allemands sont en visite à Cointe et sont battus pour la troisième fois consécutive, la seconde de manière officielle, par la Belgique mais arrivent néanmoins à inscrire un but par Fritz Förderer (2-1),.
L'année se termine sur une note nettement plus positive pour les Diables Rouges qui étrillent les Français (7-1), à Uccle, dans les installations de l'Union. Robert De Veen profite de l'occasion pour inscrire un quintuplé (!), le premier de l'histoire pour l'équipe belge (il y en aura deux autres bien plus tard par Albert De Cleyn en 1946 contre le Luxembourg et Josip Weber en 1994 face à la Zambie).
À partir du 30 juillet, le « team Belgique » est confié aux mains expertes d'un véritable entraîneur professionnel : l'écossais William Maxwell est en effet désigné par la fédération belge à la tête de la sélection nationale. Cette fédération s'appelle encore à l'époque l'Union Belge des Sociétés de Sports Athlétiques (UBSSA) et ne porte pas encore de trace du terme football dans sa dénomination, ce n'est qu'en 1912, l'année suivante, qu'elle devient l'Union Belge des Sociétés de Football Association (UBSFA). Reconnue Société royale en 1920, elle acquiert sa désignation définitive et actuelle : Union Royale Belge des Sociétés de Football-Association (URBSFA).
Pour clore la saison, les Diables Rouges affrontent le 1er novembre à Bruxelles une sélection londonienne à l'occasion d'une rencontre officieuse qu'ils remportent largement (5-2),. Quelques jours plus tard, durant le boxing day, les belges battent tout aussi aisément (4-0) une sélection du Middlesex devant 2 000 spectateur sur le terrain glissant du Daring (rencontre non officielle ; arbitre : Mr. Istace),.

## Les matchs
| Match amical                                                 | Angleterre amateur                                   | 4 - 0   | Belgique | Crystal Palace Londres, Angleterre                   |                                                      |
| 4 mars 1911 · 15:30 heure locale · Historique des rencontres | Poelmans 2e (csc) · Webb (en) 20e 23e · Woodward 55e | (3 – 0) |          | Spectateurs : 4 000 Arbitrage : Christiaan Groothoff | Spectateurs : 4 000 Arbitrage : Christiaan Groothoff |
| 4 mars 1911 · 15:30 heure locale · Historique des rencontres | Rapport                                              |         |          | Spectateurs : 4 000 Arbitrage : Christiaan Groothoff | Spectateurs : 4 000 Arbitrage : Christiaan Groothoff |

| Match amical Coupe Van den Abeele                             | Belgique        | 1 - 5   | Pays-Bas                                       | Kiel Anvers, Belgique                            |                                                  |
| 19 mars 1911 · 15:00 heure locale · Historique des rencontres | Paternoster 78e | (0 – 2) | Francken 8e 36e 55e · Thomée 83e · Welcker 88e | Spectateurs : 12 000 Arbitrage : Thomas Campbell | Spectateurs : 12 000 Arbitrage : Thomas Campbell |
| 19 mars 1911 · 15:00 heure locale · Historique des rencontres | Rapport         |         |                                                | Spectateurs : 12 000 Arbitrage : Thomas Campbell | Spectateurs : 12 000 Arbitrage : Thomas Campbell |

| Match amical Rotterdamsch Nieuwsblad Beker                    | Pays-Bas                               | 3 - 1   | Belgique | DFC-terrein aan de Markettenweg Dordrecht, Pays-Bas |                                               |
| 2 avril 1911 · 14:30 heure locale · Historique des rencontres | Francken 28e 76e · van Breda Kolff 29e | (2 – 1) | Six 36e  | Spectateurs : 9 000 Arbitrage : George Miller       | Spectateurs : 9 000 Arbitrage : George Miller |
| 2 avril 1911 · 14:30 heure locale · Historique des rencontres | Rapport                                |         |          | Spectateurs : 9 000 Arbitrage : George Miller       | Spectateurs : 9 000 Arbitrage : George Miller |

| Match amical                                                   | Belgique                   | 2 - 1   | Allemagne         | Stade de la colline de Cointe Liège, Belgique         |                                                       |
| 23 avril 1911 · 15:00 heure locale · Historique des rencontres | van Houtte 32e · Saeys 85e | (1 – 0) | Förderer (de) 50e | Spectateurs : 3 000 Arbitrage : James Schumacher (hu) | Spectateurs : 3 000 Arbitrage : James Schumacher (hu) |
| 23 avril 1911 · 15:00 heure locale · Historique des rencontres | Rapport                    |         |                   | Spectateurs : 3 000 Arbitrage : James Schumacher (hu) | Spectateurs : 3 000 Arbitrage : James Schumacher (hu) |

| Match amical                                                   | Belgique                                               | 7 - 1   | France   | Stade de la rue de Forest Uccle, Belgique   |                                             |
| 30 avril 1911 · 15:00 heure locale · Historique des rencontres | De Veen 20e 38e 42e 67e 86e · Saeys 48e · Bouttiau 60e | (3 – 0) | Maës 75e | Spectateurs : 3 000 Arbitrage : James Stark | Spectateurs : 3 000 Arbitrage : James Stark |
| 30 avril 1911 · 15:00 heure locale · Historique des rencontres | Rapport                                                |         |          | Spectateurs : 3 000 Arbitrage : James Stark | Spectateurs : 3 000 Arbitrage : James Stark |

## Les joueurs
| Joueurs             | Joueurs                   | Amical | Amical | Amical | Amical | Amical |
| ------------------- | ------------------------- | ------ | ------ | ------ | ------ | ------ |
| Gardiens de but     |                           |        |        |        |        |        |
| Henri Leroy         | Union Saint-Gilloise      | 90     | 90     | 90     | 90     | 90     |
| Défenseurs          |                           |        |        |        |        |        |
| Émile Andrieu       | Racing Club de Bruxelles  | 90     | 90     |        | 90     | 90     |
| Edgard Poelmans     | Union Saint-Gilloise      | 90     | 90     |        |        |        |
| Oscar Bossaert      | Daring Club de Bruxelles  | 90     | 90     |        |        |        |
| Charles Bauwens     | Daring Club de Bruxelles  | 90     |        |        |        |        |
| Gaston Hubin        | Excelsior SC de Bruxelles |        |        | 90     | 90     | 90     |
| Jean Strubbe        | FC Brugeois               |        |        | 90,    |        |        |
| Hector Tasson       | Racing Club de Bruxelles  |        |        | 90     | 90     | 90     |
| Milieux             |                           |        |        |        |        |        |
| René Schietse       | Racing Club de Gand       | 90     |        |        |        |        |
| Hector Goetinck     | FC Brugeois               | 90     | 90     |        |        |        |
| Camille Van Hoorden | Racing Club de Bruxelles  |        | 90     | 90     | 90     | 90     |
| Jules Suetens       | Antwerp FC                |        | 90     |        |        |        |
| Camille Nys         | Standard de Liège         |        |        | 90     | 90     | 90     |
| Jean Bouttiau       | Standard de Liège         |        |        | 90     | 90     | 90     |
| Joseph Musch        | Union Saint-Gilloise      |        |        |        |        | 90     |
| Attaquants          |                           |        |        |        |        |        |
| Robert De Veen      | FC Brugeois               | 90     |        |        |        | 90     |
| Alphonse Six        | CS Brugeois               | 90     |        | 90     | 90     |        |
| Louis Saeys         | CS Brugeois               | 90     | 90     | 90     | 90     | 90     |
| Désiré Paternoster  | FC Brugeois               | 90     | 90     | 90     | 90     |        |
| Maurice Vertongen   | Union Saint-Gilloise      |        | 90     |        |        |        |
| Edgard Van Boxtaele | FC Brugeois               |        | 90     |        |        |        |
| Frans van Houtte    | CS Brugeois               |        |        | 90     | 90 ,   |        |
| Fernand Nisot       | Léopold Football Club     |        |        |        |        | 90     |

1. 1 2 3 4 5 6  Dernière sélection officielle pour le joueur.
2. 1 2 3 4 5 6 7 8  Première sélection officielle pour le joueur.
3. 1 2  Premier but officiel pour le joueur.

## Sources